# Яфетиды

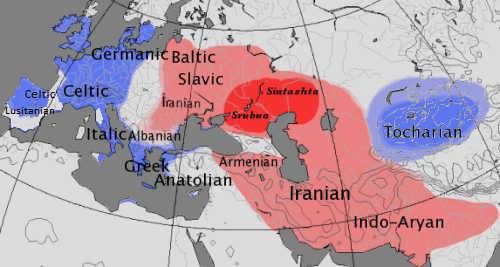
Современная карта индоевропейских лингвистических ареалов Кентум (синий) и Сатем (красный)

Яфетиды — потомки библейского Иафета, одного из трёх сыновей Ноя. К ним обычно причисляют народы из Европы и Западной Азии (индоевропейские и кавказские народы).
Библия даёт подробную детализацию только о потомках Гомера (локализованы на юге и севере Большого Кавказа) и Иавана (Малая Азия и Греция).

## Род Иафета
У Иафета после потопа было:
- по одной версии, восемь сыновей (с учётом Елисы) (Быт. 10:1, 2)[1].
- по другой — семь сыновей[2].

Его потомству Ноем предсказана была блестящая будущность «да распространит Бог Иафета, и да вселится он в шатрах Симовых» (Быт. 9:27).
- Гомер (киммерийцы): Аскеназ (германцы, балты, славяне), Рифат (кельты, италики, сикулы), Фогарма (тохары, фригийцы, армяне)
- Магог: (скифы)
- Мадай: (мидяне)
- Иаван: Елиса (эллины), Фарсис (тирсены, тиррены, этруски, пеласги), Киттим (киприоты; хетты[3][4][5]), Доданим (тевкры, родосцы, иллирийцы)
- Фувал: (сиканы, иберы, баски)
- Мешех: (каппадокийцы)
- Фирас: (фракийцы, гето-даки)[источник не указан 2307 дней]

В арабских источниках о потомках Иафета сообщается следующее:
- Якут аль-Хамави со ссылкой на Аль-Кальби (в переводе А. Я. Гаркави) перечислил детей Иафета как Юнан, Саклаб, Абдар, Бурджан, Бурджас, Фарс и Рум[6], а в другом месте упомянул как сына Иафета Кашлухима[6].
- Абульгази в «Родословном древе тюрков» называет восемь других сыновей Иафета (в переводе Саблукова)[7]: Тюрк, Хазар, Саклаб, Рус, Минг, Чин, Кеймари, Тарих[8][9].

По мнению А. П. Лопухина, потомство Иафета — это «Иафетова, или Арийская, раса».

## Первоначальное место расселения
Согласно Книге Юбилеев, первоначальное место расселения яфетидов — северный Вавилон (на территории которого находилось древнее государство Урарту). После разделения языков они распространились на восток, север и запад и таким образом заселили всю Евразию (за исключением Ближнего Востока, где обосновались семиты — потомки первого сына Ноя — Сима).

Иафету вышла третья наследственная часть, по ту сторону реки Тины, к северным странам истока её воды, и идёт к северо-востоку вся область Лага и все восточные страны её; и идёт на крайний север, и простирается до гор Кильта к северу, и к морю Маук, и идёт на восток Гадира, до берегов моря; и направляется, пока не подойдёт к западу Пары, и обращается назад к Аферагу, и направляется к востоку, к воде моря Миот, и направляется вдоль реки Тины, к востоку севера, пока не подойдёт к границе её воды, к горе Рафы, и обходит кругом к северу.— апокриф Книги Юбилеев

## Рода

### Потомки Гомера
Согласно Быт. 10:1, 2, Гомер был первым сыном Иафета и имел трёх сыновей: Аскеназ, Рифат и Фогарма (Быт. 10:1, 3).
Иосиф Флавий сообщает, что потомков Гомера греки называли галатами, но сам их именует гомарейцами (киммерийцами). Народы произошедшие от сыновей Гомера он называет следующим образом: Аскеназ — астаназийцы (у греков — регийцы), Рифат — рифатейцы («ныне пафлагонийцы»), Форгам — форгамейцы (у греков предположительно они назывались фригийцами).
Ненний связывает имя Гомера с галлами.
Армянский историк Мовсес Каланкатуаци даёт более подробное описание: народ произошедший от Гомера он именует каппидокийцами, а отдельные народы, произошедшие от его сыновей: сарматы (Аскеназ), савроматы (Рифат), кавказские народы (Фогарма, в оригинале — Торгом).
Армяне и абхазы, а также народы Северного Кавказа и Поволжья считают себя потомками Фогармы (у Иосифа Флавия — фогармейцы). Грузинский историк Леонти Мровели дает подробное описание расселения 8 сынов Фогармы: Гайк (Армения), Картлос (Грузия), Эгрос (Мегрелия), Бардос, Мовакан и Эрос (античная Кавказская Албания), Кавкас и Лекос (Северный Кавказ).
Более поздние свидетельства (в частности письмо хазарского царя Иосифа), также причисляют к потомкам Фогармы хазар, булгар, тюрков и угро-финские народы.

### Потомки Магога
Информация о потомках Магога крайне скудна. Большинство древних историков сближают потомков Магога с потомками Гомера, в частности Иосиф Флавий называет «народ Магога» — скифы (которых также связывают с потомками Аскеназа, сына Гомера). Ненний также отмечает, что потомками Магога, помимо скифов были также и готы.
Армянские историки Ованес Драсханакертци и Мовсес Каланкатуаци называют потомками Магога галатов и кельтов.
У арабов Гог и Магог известны под именами Яджудж и Маджудж соответственно.

### Потомки Мадая
Имя Мадая уверенно ассоциируется с древним народом мидян. Апокрифическая Книга Юбилеев сообщает нам следующие подробности:
И Мадай увидел страну моря, и она понравилась ему, и он выпросил её себе у Елама и Ассура и Арфаскада, брата его жены, и жил в стране Мидакин (Мидийской стране) вблизи брата своей жены до сего дня; и он назвал своё место обитания и место обитания своих детей Медекин, по имени их отца Мадая.

### Потомки Иавана
Согласно Книге Бытия, у Иавана (Явана) было четыре сына: Елиса, Фарсис, Киттим и Доданим. Большинство древних историков уверенно связывают эту ветвь с (эллинами) греками, дарданами и некоторыми другими племенами Балкан и Анатолийского полуострова.

### Потомки Фувала
Армянские историки Ованес Драсханакертци и Мовсес Каланкатуаци полагали что потомками Фувала были фессалийцы, обитатели северо-востока Эллады — Фессалии. Книга Юбилеев локализует его потомков вблизи удела Луда (Лидия) — на северо-западе Турции.

### Потомки Мешеха
Библия (Иез. 27:13) упоминает Мешеха (и его род) вместе с Фувалом и Иаваном, из чего некоторые исследователи делают вывод, что первоначальное место расселения его потомков находилось в районе Анатолии (современная Турция).
Драсханакертци и Каланкатуаци идентифицируют потомков Мешеха с иллирийцами. Ненний и Иосиф Флавий называют их каппидокийцами.
Созвучие имени Мешеха (Мосоха) с названием Москвы породило множество спекуляций на эту тему. Так, в частности В. Н. Татищев среди прочих версий происхождения славян приводит и такую, согласно которой московиты были потомками легендарного Мешеха.

### Потомки Фираса
По мнению Иосифа Флавия, седьмой сын Иафета — Фирас (Тирас) был родоначальником фракийцев, союза племён, локализованного на юго-западном побережье Чёрного моря (Болгария, Румыния, Молдавия, северо-восточная Греция, европейская и северо-западная часть азиатской Турции, восточная Сербия и часть Македонии).

## Альтернативные генеалогии
Данные из внебиблейских источников не всегда совпадают с классической «таблицей народов» из Книги Бытия.

### Мнения поздних арабских авторов
Поздние арабские авторы дают следующие списки потомков Иафета:
- По Мухаммеду Аль-Кальби: Рум, Саклаб, Армини и Ифранджа;
- По Гишаму: Юнан, Саклаб, Бургар, Бурджан, Буртас и Фарс;
- По Табари: Турк, Саклаб, Яджудж и Маджудж;
- По Ибн-Батрику: Турк, Баджнак, Тагазгаз, Тибет, Яджудж и Маджудж, Хазар, Аллан, Абхаз, Санария, Джурджан, Рус и т. д.;
- По Масуди: Ифранджа, Саклаб, Нукабард, Ашбан, Яджудж и Маджудж, Турк, Хазар, Джалалика и т. д.

### Яфетиды в русской традиции
Согласно «Повести временных лет», написанной Нестором Летописцем в XII веке, к яфетидам относятся следующие народы и племена: армяне, русь, чудь, пермь, печера, емь, югра, литва, зимегола, корсь, летгола, ливы, ляхи, пруссы, варяги, свеи, урмане, гуты, англяне, галичане, валахи, римляне, немцы, корлязи, венедийцы, фряги, славяне, балты, финно-угры, германцы, кельты и романские народы.